# Trnávka (zámek)

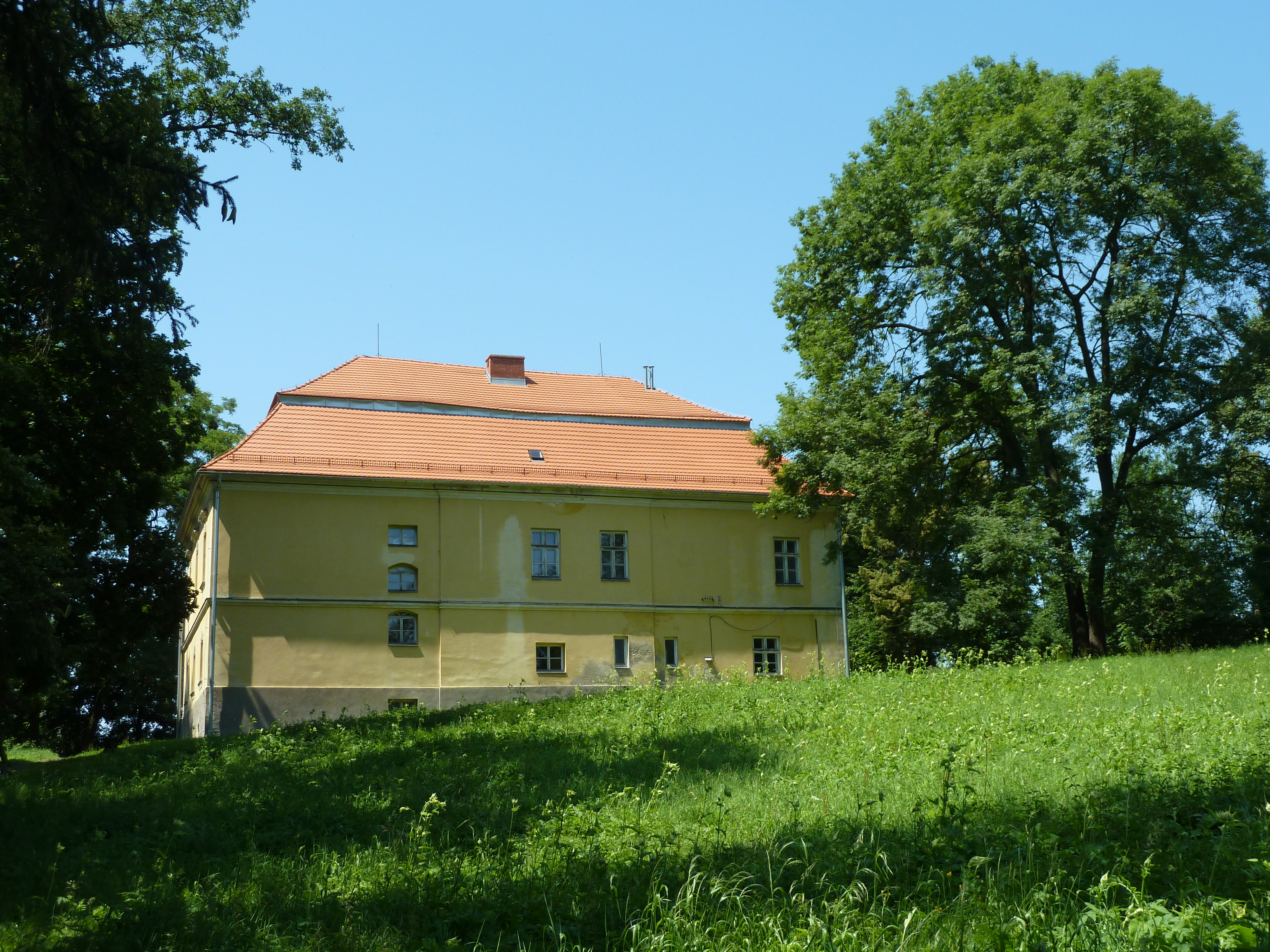
Zámek Trnávka

Zámek Trnávka se nachází v obci Trnávka v okrese Nový Jičín v Podbeskydské pahorkatině v Moravskoslezském kraji. Zámek Trnávka postavil v barokním stylu ve 20. letech 18. století na místě původní středověké tvrze pravděpodobně Josef Viktorín z Harasova. K zámku patří přírodně krajinářský park s rybníkem (součást přírodní rezervace Rybníky v Trnávce) z počátku 19. století. Od roku 1947 patří zámek obci, sídlí v něm obecní úřad a je také využíván ke společenským akcím.

## Další informace

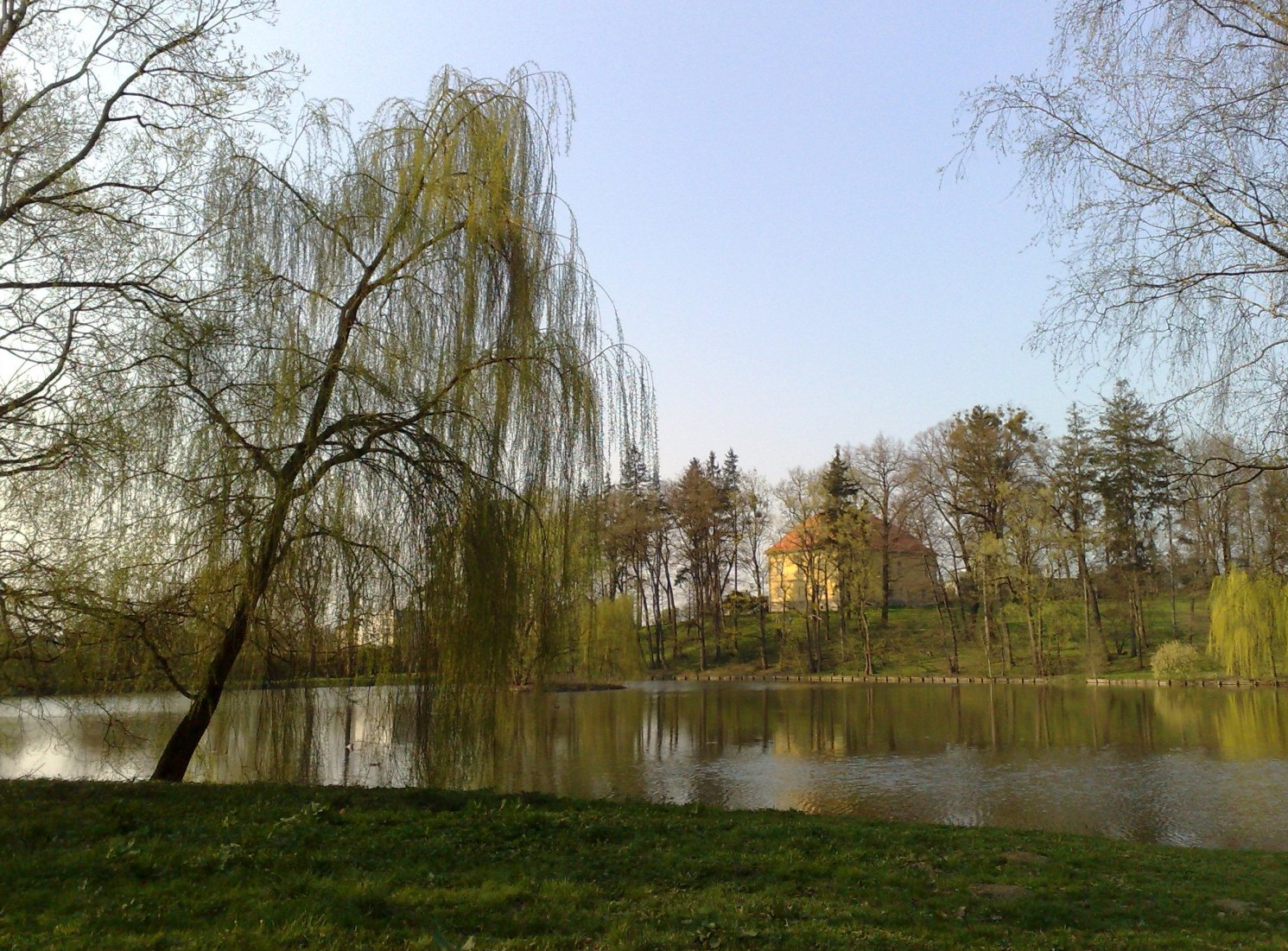
Rybník a zámek

Zámek je jednopatrová obdélníková budova s barokní mansardovou střechou a uvnitř se zčásti zachovala interiérová výbava z 1. a 2. poloviny 19. století (např. dveřní výplně, kachlová kamna atp.). Současná, pozdně barokní podoba pochází přibližně z roku 1780. Vedle zámecké budovy je dochován také bývalý vrchnostenský dvůr s tzv. „Zámečkem“, který sloužil jako budova pro úředníky bývalého správního statku.
Zámek Trnávka je památkově chráněn.